# ليزا دالكفيست
ليزا دالكفيست (بالسويدية: Lisa Dahlkvist)‏ (6 فبراير 1987 بستوكهولم في السويد - ) هي لاعبة كرة قدم سويدية في مركز الوسط، شاركت في الألعاب الأولمبية الصيفية 2012 والألعاب الأولمبية الصيفية 2016. وشاركت مع منتخب السويد لكرة القدم للسيدات ومنتخب السويد تحت 23 سنة للسيدات لكرة القدم ‏. أما مع النوادي، فقد لعبت مع باريس سان جيرمان للسيدات وباريس سان جيرمان ونادي هكن للسيدات وKIF Örebro DFF ‏ وTyresö FF ‏ وUmeå IK ‏ ونادي أفالدسنيس.

## وصلات خارجية
- ليزا دالكفيست على موقع الاتحاد الدولي (مؤرشف)  (الإنجليزية)
- ليزا دالكفيست على موقع الاتحاد الأوربي (الإنجليزية)
- ليزا دالكفيست على موقع اتحاد السويد (السويدية)
- ليزا دالكفيست على موقع قاعدة بيانات كرة القدم.إي يو (الإنجليزية)
- ليزا دالكفيست على موقع Soccerway.com (الإنجليزية)
- ليزا دالكفيست على موقع أوليمبيديا (الإنجليزية)
- ليزا دالكفيست على موقع اللجنة الأولمبية السويدية (السويدية)